# Cal Torra (Sant Just)
Cal Torra és una casa del nucli de Sant Just d'Ardèvol, al municipi de Pinós (Solsonès), inclosa a l'Inventari del Patrimoni Arquitectònic de Catalunya. Juntament amb la rectoria, cal Vilà i l'església de Sant Just formen un recinte clos entorn de la plaça de l'església.

## Descripció

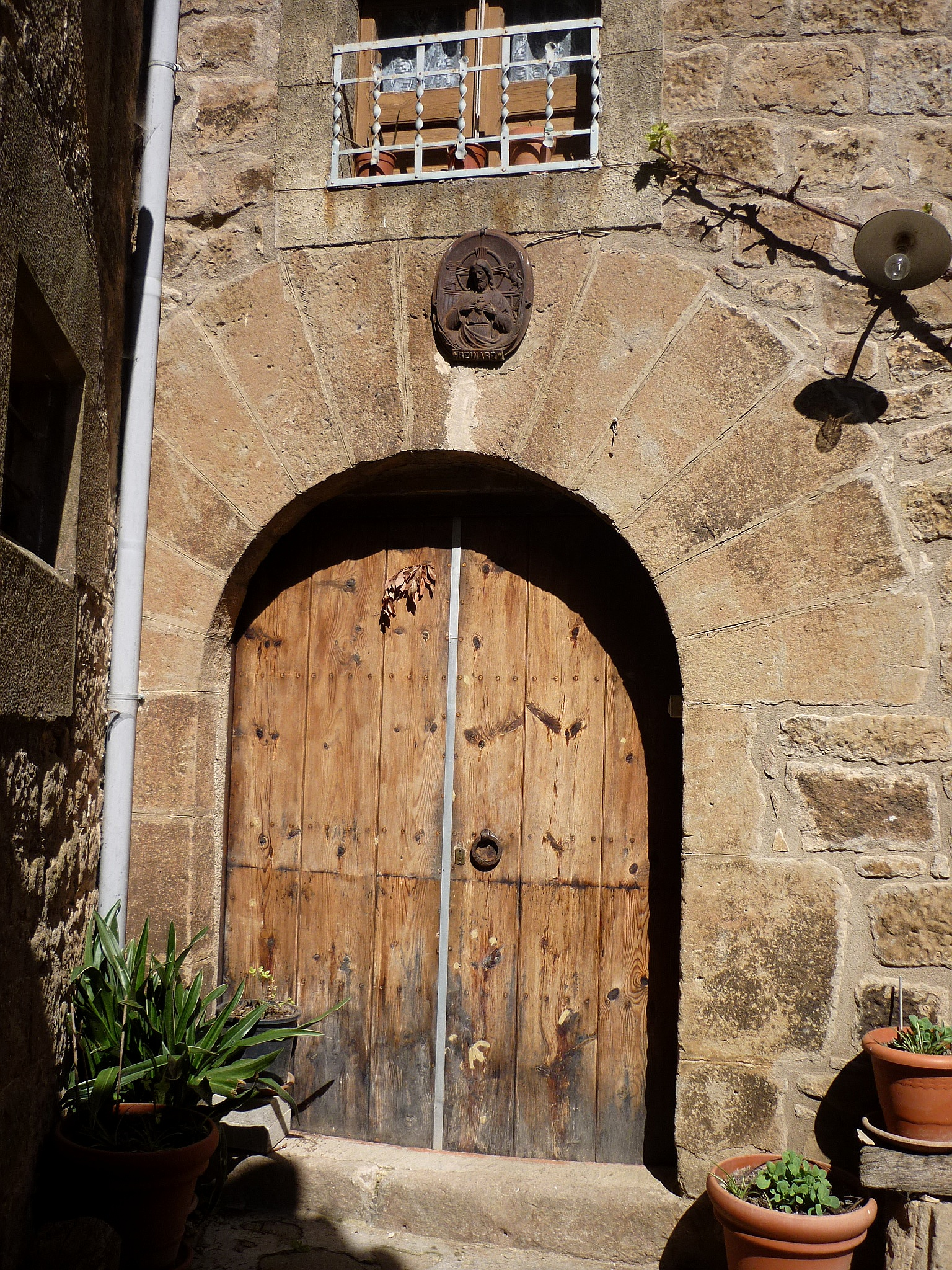
Portal dins el recinte clos

Casa construïda en dues o tres fases, conservant força bé les diferents etapes constructives. Una torre de planta rectangular coberta a un sol vessant, amb un aparell regular i col·locat a trencapunt, formaria el primer nucli d'aquest habitatge (d'aquí segurament el nom de cal Torra que designa aquesta masia). Al segle xvi es devia ampliar la construcció afegint a la torre el cos d'una masia d'estructura clàssica amb un gran portal adovellat o un elegant finestral ricament ornat.

## Història
La casa devia pertànyer a alguna família nobiliària del lloc que devia senyorejar les terres veïnes a la parròquia de Sant Just. Cal pensar que els orígens de la casa són medievals